# Jedomělice
Jedomělice jsou obec v okrese Kladno ve Středočeském kraji. Rozkládá se asi patnáct kilometrů severozápadně od Kladna a deset kilometrů západně od města Slaný. Obec se nachází na hranici přírodního parku Džbán. V 18 až 20. století se zde těžilo černé uhlí. V obci žije 437 obyvatel.

## Historie
První písemná zmínka o vesnici pochází z roku 1316, kdy je zde zmiňován František z Jedomělic (Franciscum de Dyedomilicz), který se dostal do sporu s farářem Janem z Benátek. Další zmínka je z roku 1413, kdy se uvádí, že k tvrzišti Ostrov, později vesnici s dvorem „malý ten statek ke kterému také část Dědimilic patřila“ držel Jakub, rychtář slánský, a po něm jeho manželka Anna. Po její smrti zboží spadlo jako odúmrť na krále a vyprosil si ho podkomoří Hájek z Hodětína. K roku 1415 je zmínka o Kláře, vdově po slánském rychtářovi. Další známá osoba je Smil z Jedomělic. Tento zápis je z roku 1480. Roku 1510 odkázala Jana z Malíkovic obce Jedomělice a Malíkovice Zdislavu Studeňskému z Libušína, Václavu Chytkovi z Vojína a Kateřině z Chromče, kteří dědictví prodali roku 1528 Dělopoltu z Lobkovic na Divicích.
Na konci 18. století bylo na území obce nalezeno uhlí. Ze začátku se nedalo mluvit o dolech, byly to spíše jámy, ve kterých místní sedláci těžily nízké sloje. Postupem času se zde těžba rozvinula. Mezi významné těžaře patřil rod Pondělíčků, Průšů a také Jindřich Marek.[zdroj⁠?!] Těžba se zde udržela až do poloviny 20. století. Jindřichův důl (též jáma Jindřich) v majetku Jindřicha Marka byl v provozu v letech 1903–1947, ale od roku 1940 byl provozovatelem stát. Uhelná sloj o mocnosti 0,7 metru byla těžena v hloubce 127 metrů. Zajímavostí byla pokusná těžba uranu v letech 1960–1965 na jihovýchodním okraji vesnice.
V obci Jedomělice (575 obyvatel, poštovní úřad, telegrafní úřad, telefonní úřad, četnická stanice) byly v roce 1932 evidovány tyto živnosti a obchody: důl Jindřichův, 2 holiči, 3 hostince, kolář, dělnický konsum, kovář, lom, pekař, pila, 11 rolníků, řezník, sadař, 5 obchodů se smíšeným zbožím, spořitelní a záložní spolek pro Jedomělice, stavitel, švadlena, trafika, 2 truhláři.

## Obyvatelstvo
| Rok            | 1869 | 1880 | 1890 | 1900 | 1910 | 1921 | 1930 | 1950 | 1961 | 1970 | 1980 | 1991 | 2001 | 2011 | 2021 |
| -------------- | ---- | ---- | ---- | ---- | ---- | ---- | ---- | ---- | ---- | ---- | ---- | ---- | ---- | ---- | ---- |
| Počet obyvatel | 464  | 495  | 456  | 497  | 589  | 577  | 556  | 447  | 429  | 376  | 339  | 335  | 332  | 374  | 441  |
| Počet domů     | 65   | 79   | 76   | 81   | 92   | 99   | 119  | 122  | 117  | 113  | 108  | 125  | 136  | 142  | 159  |

## Obecní správa

### Územněsprávní začlenění
Dějiny územněsprávního začleňování zahrnují období od roku 1850 do současnosti. V chronologickém přehledu je uvedena územně administrativní příslušnost obce v roce, kdy ke změně došlo:
- 1850 země česká, kraj Praha, politický okres Rakovník, soudní okres Nové Strašecí[12]
- 1855 země česká, kraj Praha, soudní okres Nové Strašecí[12]
- 1868 země česká, politický okres Slaný, soudní okres Nové Strašecí[12]
- 1937 země česká, politický okres Slaný expozitura Nové Strašecí, soudní okres Nové Strašecí[13]
- 1939 země česká, Oberlandrat Kladno, politický okres Slaný expozitura Nové Strašecí, soudní okres Nové Strašecí[14]
- 1942 země česká, Oberlandrat Praha, politický okres Slaný expozitura Nové Strašecí, soudní okres Nové Strašecí[15]
- 1945 země česká, správní okres Slaný expozitura Nové Strašecí, soudní okres Nové Strašecí[16]
- 1949 Pražský kraj, okres Nové Strašecí[17]
- 1960 Středočeský kraj, okres Kladno[18]

### Obecní symboly
Znak a vlajka byly obci uděleny rozhodnutím předsedy Poslanecké sněmovny Parlamentu České republiky dne 12. května 2016.

## Doprava
- Silniční doprava – Do obce vedou silnice III. třídy. Ve vzdálenosti 1,5 kilometru vede silnice I/16 Řevničov - Slaný - Mělník
- Železniční doprava – Železniční trať ani stanice na území obce nejsou. Nejblíže obci je železniční stanice Slaný ve vzdálenosti čtyři kilometry ležící na trati 110 z Kralup nad Vltavou do Loun.
- Autobusová doprava – V obci zastavovaly v červnu 2011 autobusové linky Slaný-Malíkovice-Kladno (3 spoje tam, 4 spoje zpět) a Slaný-Mšec-Řevničov (5 spojů tam i zpět) (dopravce ČSAD Slaný).[20]

## Pamětihodnosti
- zaniklá tvrz a středověká vesnice Ostrov
- přírodní památka Ostrov u Jedomělic
- Kaple z konce 18. století
- Kříž za hřbitovem, autor neznámý
- Obecní hřbitov z roku 1923
- Místní stará důlní díla
- Kříž u kaštanu z roku 1896 (od slánského kameníka Havla)

## Rodáci
- Josef Aul (1894–1956), lékař, spisovatel, umělecký překladatel
- Karel Plachý (1895–1917), kovář, desátník, hrdina bitvy u Zborova